# Coupe d'Algérie de football des moins de 21 ans
La Coupe d'Algérie de football des moins de 21 ans est une épreuve ouverte aux équipes premières catégorie 21 ans des clubs de football algérien. Elle est organisée par la Fédération algérienne de football (FAF). L'actuel tenant du titre est l'USM Alger.

## Histoire
La « Coupe d'Algérie U21 » est une compétition algérienne de football organisée par la Fédération algérienne de football pour les équipes des moins de 21 ans. La compétition a été lancée en 2011 et est ouverte exclusivement aux clubs évoluant dans les deux premières divisions du football algérien,.
La JSM Béjaïa a remporté la première édition de la compétition en battant l'ASO Chlef sur le score de deux buts à zéro lors de la 1re finale en 2012.

## Palmarès
| Année | Vainqueur (titres) | Score     | Finaliste      | Lieu                                       | Liens |
| ----- | ------------------ | --------- | -------------- | ------------------------------------------ | ----- |
| 2012  | JSM Béjaïa         | 2–0       | ASO Chlef      | Stade de Zéralda, Zéralda                  | [ 4 ] |
| 2013  | USM El Harrach     | 2–2 (4–2) | ASO Chlef      | Stade du 20 août 1955, Alger               | [ 5 ] |
| 2014  | NA Hussein Dey     | 1–0       | MC Oran        | Stade de Dar El Beïda, Dar El Beïda, Alger | [ 6 ] |
| 2015  | MC Oran            | 1–0       | USM El Harrach | Stade Djilali Bounaâma, Boumerdès          | [ 7 ] |
| 2016  | JS Saoura          | 4–0       | Amel Bou Saâda | Stade Mustapha Tchaker, Blida              |       |
| 2017  | MC Oran            | 3–0       | ASM Oran       | Stade Ahmed-Zabana, Oran                   |       |
| 2018  | USM Alger          | 1–1 (4–3) | Paradou AC     | Stade du 19-Mai-1956, Annaba               |       |
| 2019  | USM El Harrach     | 0–0 (8–7) | RC Relizane    | Stade Mustapha Tchaker, Blida              |       |

## Bilan par club
|    | Club           | Vainqueur | Finaliste | Années       |
| -- | -------------- | --------- | --------- | ------------ |
| 1  | MC Oran        | 2         | 1         | 2015 et 2017 |
| 1  | USM El Harrach | 2         | 1         | 2013 et 2019 |
| 2  | JSM Béjaïa     | 1         | 0         | 2012         |
| 2  | NA Hussein Dey | 1         | 0         | 2014         |
| 2  | JS Saoura      | 1         | 0         | 2016         |
| 2  | USM Alger      | 1         | 0         | 2018         |
| 7  | ASO Chlef      | 0         | 2         |              |
| 8  | Amel Bou Saâda | 0         | 1         |              |
| 9  | ASM Oran       | 0         | 1         |              |
| 10 | Paradou AC     | 0         | 1         |              |
| 11 | RC Relizane    | 0         | 1         |              |